# Butlletí de l'Associació d'Alumnes Obrers de l'Escola Industrial de Vilanova i Geltrú
El Butlletí de l'Associació d'Alumnes Obrers de l'Escola Industrial de Vilanova i Geltrú va ser una revista iniciada el novembre del 1923 i va finalitzar l'octubre del 1932, amb el número 81. Aquesta era una veritable gaseta de la Tercera Exposició d'Art del Penedès, ja que seguia fil per randa les conferències, concerts i exposicions que tingueren lloc a Vilanova i la Geltrú.

## Naixement
La revista està fundada per l'Associació d'Alumnes Obrers, una entitat fundada el 1916 pels obrers que assistien a l'Escola Industrial de Vilanova i la Geltrú i tenia com a objectiu una activitat educativa. Tal com exposa el butlletí en la seva presentació aquesta Associació va iniciar-se amb 64 socis i 25 protectors, però va incrementar i, set anys després, va haver-hi 355 socis i 315 protectors. Després de la publicació del 1921 de l'obra cultural realitzada els anys anteriors, la comunicació dels membres dirigents de l'Associació i els associats va ser contínua, ja que es feien reunions. Tot i això, aquest mitjà per associar-se no era del tot eficient, atès que molts dels socis no podien assistir a les reunions esmentades i, per tant, desconeixien els projectes que s'anaven a realitzar. L'alt preu de les publicacions de les memòries i la necessitat de cercar un medi per mantenir la comunicació entre els associats i els directors van ser la causa de la creació de la revista. Un altre element que va propiciar la seva aparició també era la voluntat d'intensificar el contacte entre la Junta i els socis i entre l'Associació i el poble de Vilanova. La premsa local, abans del naixement de la revista, era l'encarregada de donar a conèixer els seus actes, però l'Associació no volia abusar-se d'ella ni tampoc que les dades d'aquesta restin tancades en l'arxiu de la Secretaria.
En la primera publicació trobem que el seu programa es basa en dues paraules: cultura popular. Així doncs, exposen que “atents a n'aquest lema, la nostra acció deurà manifestar-se en dos aspectes : acció directa, contribuint amb els nostres medis a tota obra d'enaltiment cultural del poble, per pròpia iniciativa, o secundant les iniciatives d'institucions similars; acció indirecta o d'influència, instant i apoiant aquelles millores necessàries per a alcançar una major eficàcia en l'obra de l'educació popular, i que pel seu caràcter de generalitat, estan fora dels fins i del límit de recursos de que l'Associació pot disposar”. En resum, en aquesta revista podem trobar accions amb beneficis pel poble, ja siguin realitzades per la mateixa Associació o altres institucions/ associacions similars a ella. Tota ajuda per l'Associació també serà benvinguda i, sobretot, hi ha una gran importància en la reforma educativa i en el seu progrés, millora que l'Associació no pot fer-se'n càrrec, ja que no té els recursos per fer-la.
La revista contenia textos en català i en castellà, fet que permetia arribar a un major número d'habitants i, per tant, de lectors. Tot i això, gran part de les publicacions estaven escrites en català, però hi havia algunes seccions escrites en castellà. Aquesta  comptava amb vint o més de vint pàgines però no arribava a les trenta, també tenia dues columnes i cobertes. El format que s'utilitzava era 265 x 188 mil·límetres, va ser impresa a l' "Econòmica", Col·legi, 8 i 10. Les redaccions i l'administració es trobaven a l'Ateneu de Vilanova i Geltrú, Sant Pere, 40 i el seu preu de venda era trenta cèntims el número.

## Història
Podem ubicar el Butlletí de l'Associació d'Alumnes Obrers de l'Escola Industrial de Vilanova i Geltrú durant els deu anys de la dictadura de Primo de Rivera (1923-1930) i dos anys de la Segona República Espanyola.
Les publicacions eren mensuals però, tot i això, hi havia irregularitats. La primera publicació va ser el novembre del 1923 i l'última englobava l'agost, setembre i octubre del 1932. Durant el 1927 no es va publicar res en el mes de març, agost i desembre i a l'any següent tampoc van haver-hi publicacions durant el febrer, abril, agost, octubre i desembre. El 1928 van confluir diversos factors que van impedir la freqüència de les publicacions, com el fracàs de la Dictadura per instaurar un règim nou; l'augment de l'oposició, a la qual es va sumar un sector de l'exèrcit que va organitzar diverses conspiracions armades contra el règim, etc. A l'abril, agost, novembre i desembre de 1930 tampoc van haver-hi publicacions i l'any següent només es va publicar al gener, febrer, març, maig. El 1931 no va ser un any amb excepcions, ja que la publicació de la revista cada vegada era més inusual, tot i això, en la publicació del juliol del següent any n'exposa les causes: “Després d'haver passat uns quants mesos de descans obligat per circumstàncies alienes a la voluntat de la Junta Directiva, sobre la qual ha caigut una feina feixuga de reorganització, ens posem altra vegada, per mitjà del nostre portantveu, en contacte amb els nostres associats, continuant la història de l'Associació”. L'últim any de la seva publicació (1932) va patir un greu estancament, ja que les publicacions únicament van produir-se al juliol i a l'agost-octubre.
L'Associació d'Alumnes Obrers feia ús de la revista per divulgar els seus propòsits i projectes. Tot i això, aquesta també servia per informar a la població esdeveniments de tota mena de la ciutat o propers a ella i s'exposaven temes culturals. Una secció que es trobava en la majoria de publicacions és el noticiari, on es publicaven les novetats del poble referents als personatges o successos importants, necessaris de la seva divulgació. Un altre apartat que es troba en la major part de les notícies és la secció esportiva, encarregada d'exposar els resultats dels partits de futbol dels equips de l'Associació i els dies que aquests tornaran a competir. L'Antologia d'escriptors vilanovins i la secció literària, on autors de la ciutat exposaven els seus escrits, també ocupava un paper important en les seves publicacions.
La majoria de les publicacions gaudien d'apartats diferents per així tenir més diversitat d'informació. Tanmateix, hi havia apartats on es parla de temes culturals que necessiten ser donats a conèixer. Un d'ells és “L'ensenyança”, apartat publicat el novembre del 1923, on s'exposen els problemes de l'educació primària i secundària i la necessitat de la formació d'aquestes per una bona educació. El setembre del 1924, té lloc un apartat, escrit en castellà, que s'anomena “El acetileno”, on s'esposen les principals característiques d'aquest gas. Un altre exemple que reflecteix la multitud d'apartats culturals que la revista tenia és un publicat l'octubre del 1925, “Ex Libris”, on se n'explica el seu significat. Altres exemples són: “Prehistòria i prohistòria” (abril, 1926), “Història de la pintura mural i el seu esplendor en el renaixement a Itàlia” (juny, 1926), “Responsabilitat” (novembre, 1927), etc.
Com s'ha mencionat anteriorment, la revista tenia l'objectiu, sobretot, de fer arribar a la població els projectes creats per l'Associació pel poble, sobretot excursions que proporcionaven als habitants del poble l'oportunitat de conèixer nous llocs per visitat. Un exemple que ens ho corrobora és “Excursió a França”, text publicat el novembre del 1923, que donava a conèixer la realització una excursió instructiva a França i les instruccions que els participants hauran de seguir per apuntar-s'hi. En el setembre de l'any següent, es va donar a conèixer una excursió, organitzada per la Junta, per visitar les obres de l'Estany de Foix i la fàbrica de cimens i cals hidràulica “Freixa, S.A”, dels Monjos i tots els passos que havien de seguir els excursionistes. Altres exemples d'aquesta secció són: “Projecte d'excursió a València” (juny, 1926), “Excursió instructiva a Reus i a Poblet” (agost, 1926), “Visita instructiva a la fàbrica de L. Mata i Pons” (novembre, 1927), etc.
La revista també comptava amb una secció, incorporada a la majoria de publicacions, anomenada “Conferència”, on s'exposaven conferències que tingueren lloc al poble de Vilanova i Geltrú. Trobem la conferència d'En Francesc Maspons i Anglasell, president del Centre Excursionista de Catalunya (juliol del 1928), conferència de don Joan Puig i Ferrater, novel·lista i autor dramàtic (abril, 1929), conferència d'en Josep M.Junoy (abril,1926), conferència Avantguardista (gener, 1930), conferència de D.Jaume Matheu (juliol, 1931), etc.

### Conferències rellevants
- Importància del professionalisme en la vida econòmica dels pobles

Maria Domènech i Escoté, una escriptora catalana que signava com a Maria Domènech de Cañellas, va donar una conferència, organitzada per l'Associació, en el saló d'actes de l'Orfeó Vilanoví, el dia 13 d'abril del 1924.
La conferència va començar amb el salut de l'escriptora cap a l'Associació i manifestant el seu agraïment per fer la conferència. Aquesta va fer afinades consideracions sobre la importància del professionalisme, demostrant-ne els avantatges. Després de fer comentaris sobre els problemes que, dintre del món econòmic, preocupen al món, va dir que el professionalisme és el factor essencial de la vida econòmica dels pobres. El professionalisme és igual d'interessant pel capital com pel treball. Al capital li dona factors de col·laboració més intel·ligent, “perquè el professionalisme crea el medi per a mostrar-se les grans intel·ligències, i al treball l'enlaira moralment, i el perfecciona, següent la conseqüència d'això un millorament general que es tradueix favorablement en l'economia del poble.
La qüestió important del professionalisme, segons Maria Domènech i Escoté, pot estudiar-se a partir de tres conceptes: l'ensenyament, el valor econòmic, i el valor social. Aquests tres caires estudiats s'han de desenvolupar dintre les organitzacions anomenades sindicats, on la seva organització no només s'ha de basar en la resistència, sinó que prenen com a model els antics gremis i, tenint en compte l'evolució soferta de la societat han d'incorporar-se a la seva actuació.
- Conferència d'en Francesc Mapons i Anglasell

Francesc Maspons i Anglasell (Barcelona 1872- Bigues i Riells 1966) va ser un jurista d'una important trajectòria professional. Especialista en dret català, va ser director de l'Oficina d'Estudis Jurídics de la Mancomunitat de Catalunya i va destacar per ser un precursor i ferm defensor de la unió de les nacions europees. Ell també va exercir com de president de l'Acadèmia de Jurisprudència i Legislació, la Unió Jurídica Catalana, el Centre Excursionista de Catalunya, la Federació Catalano-balear de Turisme, la cooperativa impulsora de la Ciutat Repòs i de Vacances per a Obrers, l'Associació Internacional per l'Estudi dels Drets de les Minories de l'Haia i la Societat Catalana d'Estudis Jurídics, etc.
Aquest jurista va fer una conferència a Vilanova i Geltrú al lloc a l'Orfeó Vilanovi, la nit del 14 de març del 1928. En ella Mapons i Anglasell va tractar el tema, Colom català, que havia despertat la curiositat de la població i més tenint en compte un comentari que va donar el professor americà doctor Ulloa. Davant d'això, el conferenciant va exposar la seva tasca que va tenir tanta rellevància en els centres intel·lectuals i les investigacions que ell mateix va dur a terme, juntament amb altres recercadors, per tal d'arribar a comprovar la veracitat de les declaracions del senyor Ulloa. Segons el butlletí, Francesc Mapons Anglasell va afirmar que sembla que hi hagués un interès en no mostrar l'origen de procedència de Cistòfor Colom, però, tot i això, és inevitable saber la veritat.
Tal com les mostra en el butlletí, la conferencia “acabà amb el senyor Maspons i Anglasell fent grans elogis del doctor Ulloa, i digué que pot ben afirmar-se que la gènesi de la descoberta del nou món, fou deguda als catalans, doncs català era Ramon Llull, qui observà les fluctuacions de les mars, sentà la teoria del món esfèric, i publicà les primeres cartografies per als navegants abans que les tres naus comandades per Colom emprenguessin l'expedició cap a la descoberta d'Amèrica”.
- Conferència Joan Puig i Ferrater

Puig i Ferreter és un dels literats més emblemàtics de la Selva del Camp. Nascut el 1882 i mort el 1956, va ser un escriptor, dramaturg i polític català. L'1 de febrer del 1929 es va celebrar, a la sala d'actes de l'Ateneu de la ciutat, una conferència on l'invitat, Joan Puig i Ferrater, parlava de: l'Aspecte social de la novel·la moderna. El conferenciant va començar fent algunes consideracions respecte a la visió que hom pot fer de les obres literàries, esmentant-hi tres aspectes diversos:” el que ens delecta l'esperit, el que ens parla al cor i el que desperta en nosaltres noves idees, nous dalers. Una obra és perfecta quan emmarca les tres qualitats esmentades”.
Puig i Ferrater nega la creença que diu que de tots els problemes se'n pot fer una novel·la, fet que mostra la incomprensió que pateix aquest gènere literari i que, degut a aquesta mateixa incomprensió, se l'hagi desviat del seu propi objectiu. Per tal que una novel·la pugui considerar-se com a tal, aquesta ha de ser extreta de la vida i ha d'estudiar tots els problemes, les passions, els gaudir i totes les misèries.
El conferenciant exposa que els elements necessaris per conformar una novel·la i parla dels autors qui han patit una vida difícil i, en conseqüència, han escrit obres mestres, el contingut de les quals ha sigut una lliçó de vida. També descriu els trets principals de la vida del novel·lista Dickens i parlà de les seves obres. Puig i Ferreter dona a conèixer la seva pròxima obra Lliçó de coses, en la qual parla de tots els obstacles que ha d'afrontar un jove davant d'una societat hipòcrita.
La conferència va concloure amb grans aplaudiments del públic.
- Conferència avantguardista

Sebastià Sánchez-Juan, poeta i corregidor d'estil català, va ser el protagonista de la conferència del 22 de gener del 1930, a la Sala de Pintura Moderna de l'Exposició. Aquest va fer una breu explicació de la història de la poesia i va dir que per entendre qualsevol manifestació de l'esperit (música, literatura, puntura, etc.) cal un entrenament previ primer, si no és així, l'esgotament s'apodera de nosaltres.
La primera part de la conferència va acabar amb la lectura de poesies ultramodernes de la seva producció. En la segona part, va mostrar la representació del seu “lidrama sensitiu”, en l'escenificació del qual, els actors representen diversos objectes, dels quals, per la seva interpretació muda, el dissertant dona les explicacions per tal que el públic se'n adonés del món ideal en què actuaven. Després d'aquesta representació, va llegir un gran nombre de poesies, entre les quals destacava una dedicada a una motociclista “Eva Asquith”. Per finalitzar, el conferenciant va acabar amb una composició dirigida a Isidre Magriñá, el primer dansarí espanyol i cap de ball del Gran Teatre Liceu, de Barcelona.

## Final
El motiu del tancament de la revista és desconegut, ja que no es presenten les causes en cap publicació.